# دوك أحمر الساقين

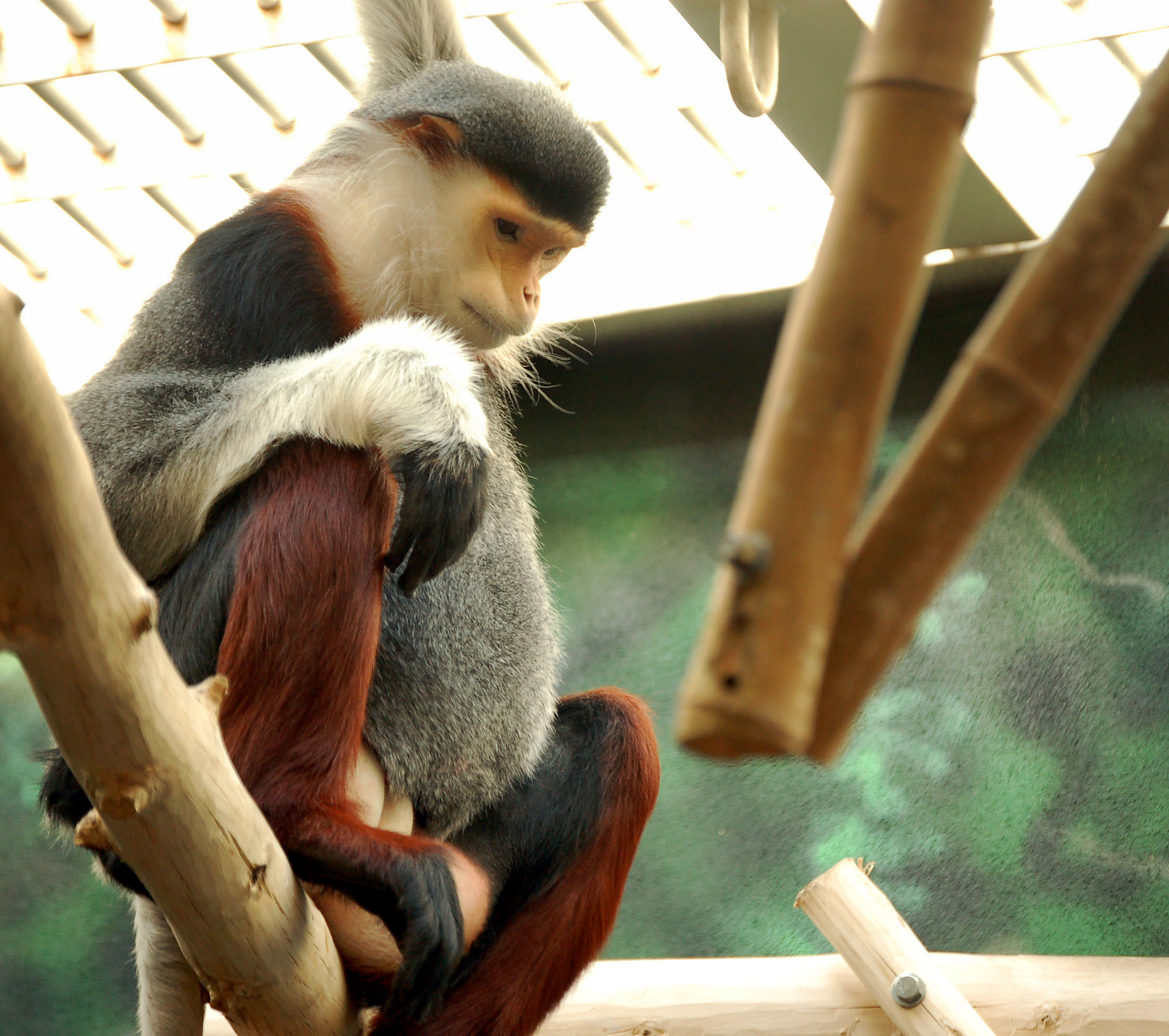
الدوك أحمر الساقين

الدوك أحمر الساق (بالإنجليزية: Red-shanked douc) من أحد الرئيسيات يتميز بصغر حجمه ولون ساقيه الأحمر وذيل طويل. هذا القرد هو أحد أنواع جنس الدوك إلى جانب الدوك رمادي الساقين والدوك أسود الساقين. الدوك أحمر الساقين من أكثر القرود التي تتحلى بالألوان. تلك الرئيسيات تعيش في جنوب آسيا ويخاف عليها من الانقراض.

## صفاته

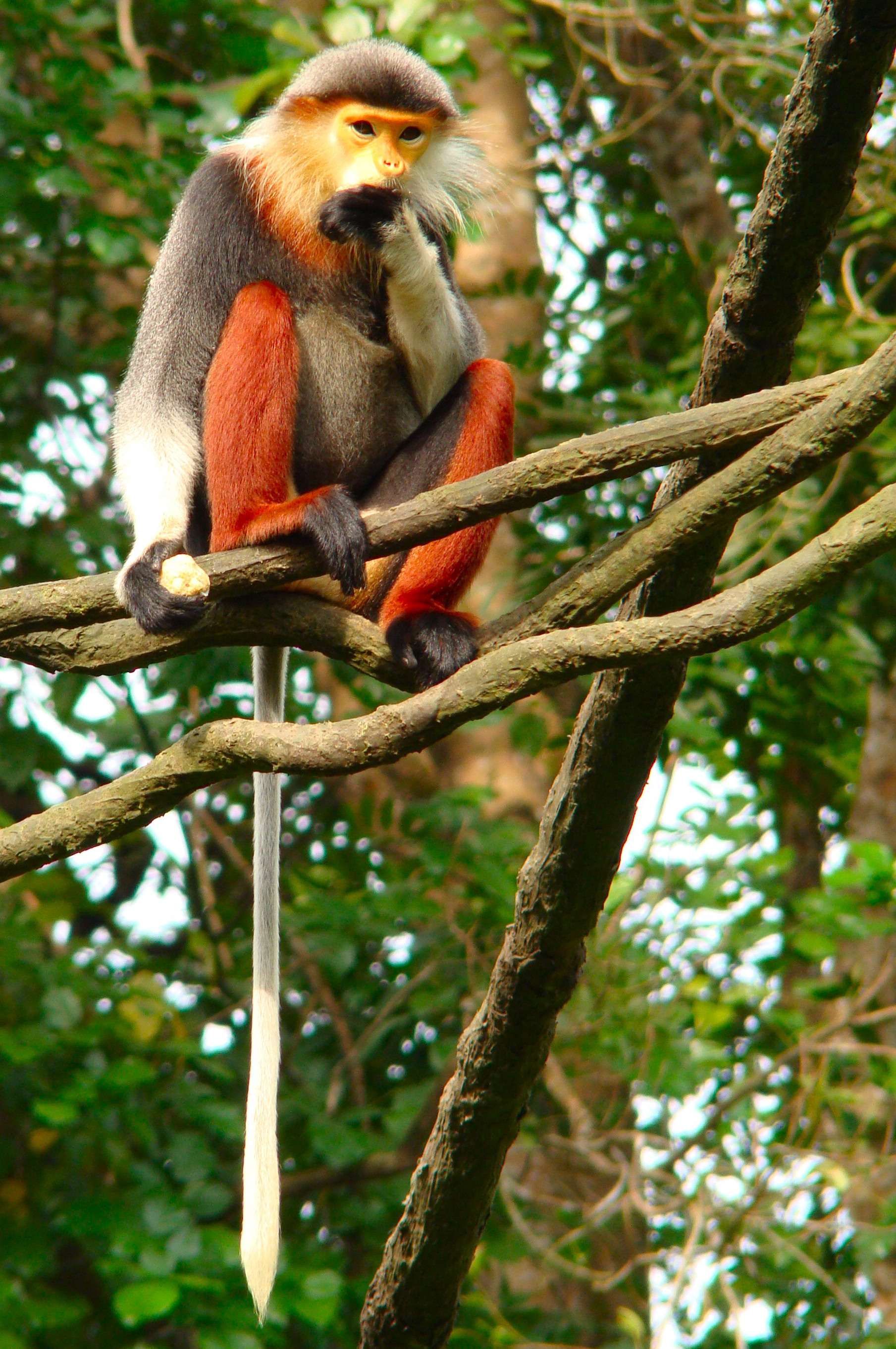

يتميز الدوك أحمر الساقين بألوانه الناصعة وهو من الرئيسيات . لون ظهره والجزء العلوي من رأسه لهما لون رمادي، والفخذ أسود، أما الساق فيكون أحمر. العضدان رماديان اللون والساعدان أبيضان، واليدان والقدمان أسودان. له ذيل أبيض طويل . كما يتحلّى بشعر برتقالي حول العينين وجذع أبيض . يبلغ طول الدوك أحمر الساقين بين 61 إلى 76 سنتيمتر من الساق إلى الجذع، ويبلغ طول الذيل نحو ذلك . وتبلغ الذكور منه وزنا نحو 11 كيلوجرام، أما الأنثيات فيصل وزنها إلى نحو 8 كيلوجرام .

## انتشاره

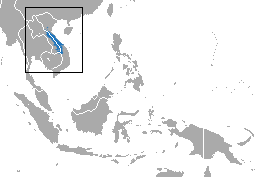
مناطق وجود الدوك الأحمر الساقين

يعيش الدوك الأحمر الساقين في شمال فيتنام وفي وسطها، وفي بعض المناطق المجاورة مع لاوس. وربما كانت تلك الفصيلة توجد أيضا في جزر الصين ومنها هاينان إلا أنها انقرضت . يعيش الدوك أحمر الساقين في الغابات.

## معيشته وغذاءه

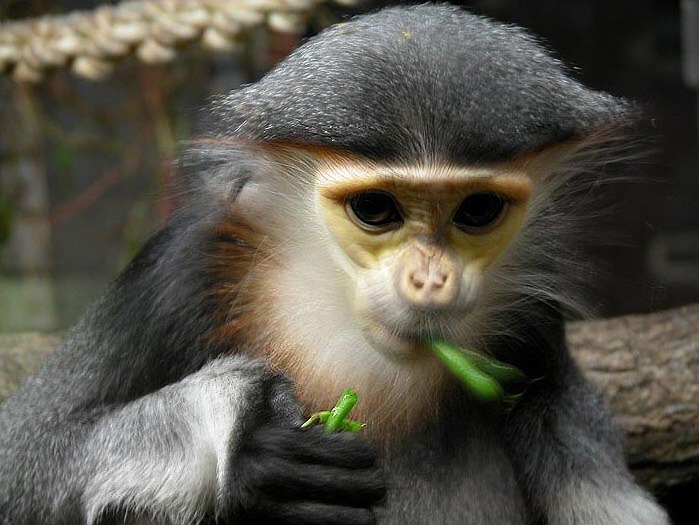
رأس الدوك أحمر الساقين

تعيش تلك الرئيسيات نشطة أثناء النهار على الأشجار . وهو متسلق بارع وينزع الفروع الصغيرة من الشجر بحيث لا تعوق سيره على الأفرع الكبيرة. ويعيش في مجموعات قد تصل عددها 50 قردًا. وقد تتكون المجموعة من ذكور وأناث بلا درجات أو ينفرد كبير الذكور بعدد من الإناث في المجموعة .
يأكل أوراق النبات والفاكهة، كما يتغذّى على البذور والأزهار . كما يتقاسم أعضاء المجموعة الغذاء .

## اقرأ أيضا
- رئيسيات